# Franciscus Gundling

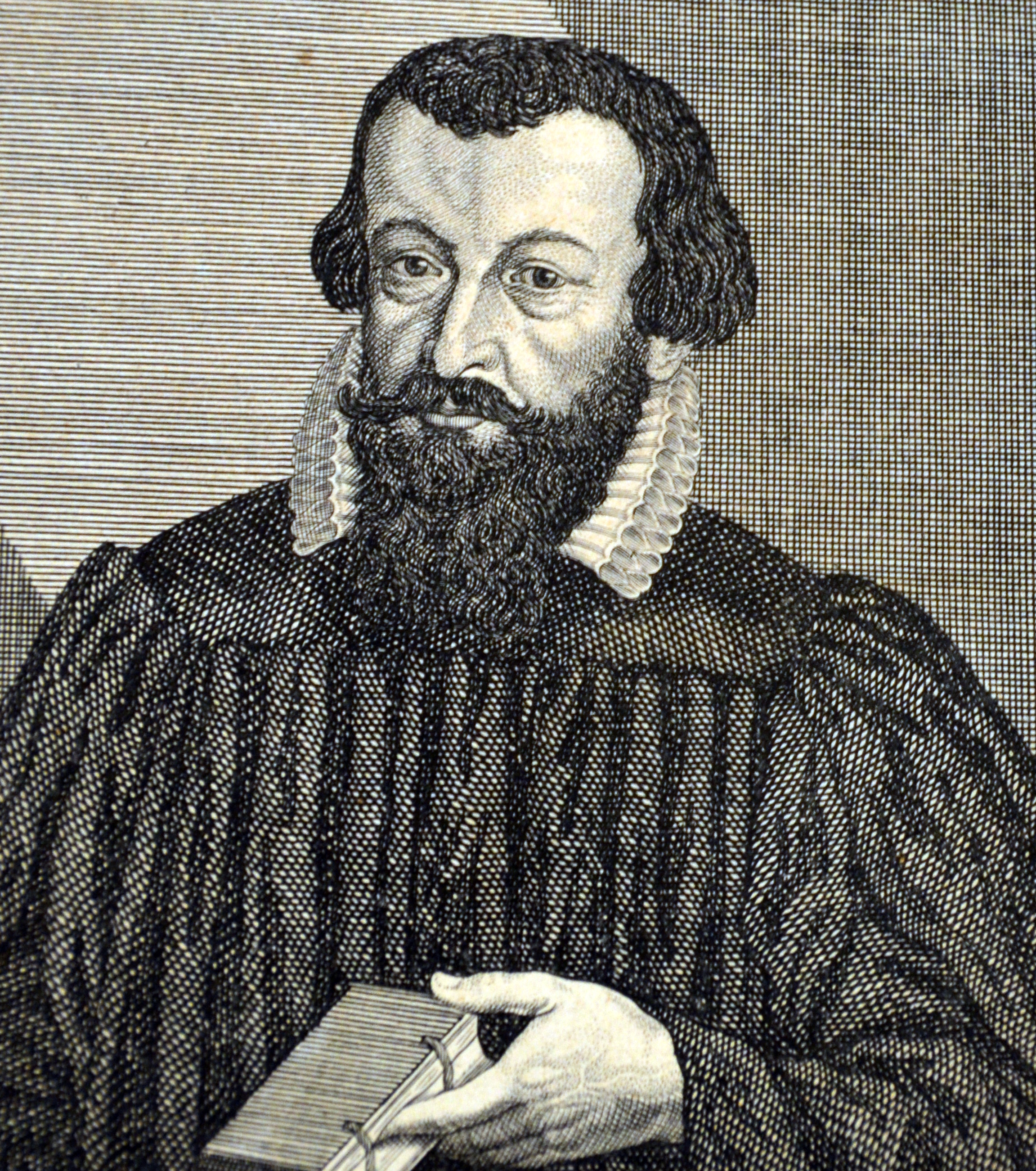
Franciscus Gundling

Franciscus Gundling (auch Franz oder Franziskus; * um 1530; † 22. Februar 1567 in Nürnberg) war ein deutscher protestantischer Geistlicher und zeitweiliger Weggefährte des Reformators Andreas Osiander.
Gundling stammte aus der fränkischen Familie Gundling, die ihre Wurzeln im Herzogtum Brabant hatte. Sein Großvater Balthasar Gundling soll selbst am Reformationsgeschehen teilgehabt haben. Der Vater von Franciscus, Georg Gundling, erhielt 1531 das Bürgerrecht in Nürnberg. Wo Franciscus seine Schulbildung erhielt, ist unbekannt.
Gundling gehörte zunächst zu den Anhängern von Andreas Osiander und reiste mit diesem nach Königsberg. Im Kontext des Osiandrischen Streits wandte er sich indes früh von Osiander und seinen Lehren ab. Er kehrte 1551 nach Nürnberg zurück und wurde dort Diaconus an der Kirche St. Lorenz. 1555 gehörte er zu den Unterzeichnern der Confessio anti-Osiandrina. Der Lehrer Franciscus Gundling soll einen beredten Prediger und gelehrten als exemplarischen Mann dargestellt haben.
Der Theologe und Schriftsteller Wolfgang Gundling war sein Enkel.